# Tamba magniplaga
Tamba magniplaga là một loài bướm đêm trong họ Noctuidae.